# Инамова, Эргашой
Эргашой Инамова — советский хозяйственный, государственный и политический деятель, Герой Социалистического Труда.

## Биография
Родилась в 1926 году на современной территории Ферганской области. Член ВКП(б) с 1954 года.
С 1943 года — на хозяйственной, общественной и политической работе. В 1943—1981 гг. — колхозница, звеньевая колхоза имени Ф. Э. Дзержинского, бригадир в совхозе имени М. И. Калинина Фрунзенского района Ферганской области Узбекской ССР.
Указом Президиума Верховного Совета СССР от 11 января 1957 года присвоено звание Героя Социалистического Труда с вручением ордена Ленина и золотой медали «Серп и Молот».
Избирался депутатом Верховного Совета СССР 5-го созыва.